# Несесарі Івіл
Несесарі Івіл (англ. Necessary Evil, «необхідне зло») — стратегічний бомбардувальник моделі B-29 «Суперфортеця» 509-ї Змішаної Групи ВПС Армії США, який 6 серпня 1945 року брав участь в ядерній атаці на японське місто Хіросіма наприкінці Другої світової війни. Завданням літака було проведення спостереження і фотозйомки ядерного вибуху в Хіросімі.

## Екіпаж 6 серпня 1945 року
Екіпаж В-10:
- Капітан Джордж Марквардт — командир екіпажу, пілот.
- Молодший лейтенант Джеймс Андерсон — другий пілот.
- Молодший лейтенант Рассел Ґакенбах — штурман.
- Капітан Джеймс Страдвік — бомбардир.
- Старшина Джеймс Корлісс — бортінженер.
- Сержант Варрен Кобл — радист.
- Сержант Джозеф ДіДжуліо — оператор радара.
- Сержант Мелвін Бірман — хвостовий стрілець.
- Сержант Ентоні Капуа — помічник бортінженера.

Вчені, члени «проекту Альберта» на борту літака:
- Бернард Вальдман (оператор)